# 서울상지초등학교
서울상지초등학교는 대한민국 서울특별시 마포구에 있는 공립 초등학교이다.

## 학교 연혁
- 2005년 3월 23일: 학교 설립 인가
- 2007년 3월 1일: 초대 박영순 교장 취임
- 2007년 3월 2일: 시업식 및 신입생 입학식 (20학급 497명)
- 2007년 6월 1일: 서울상지초등학교 개교식

## 참고 자료
- 서울상지초등학교 - 한국교육학술정보원 학교알리미